# Misbehaviour (película de 2020)
Misbehavior, conocida también como Miss Revolución o Rompiendo las normas, es una película de comedia dramática británica de 2020 dirigida por Philippa Lowthorpe, con el guion de Gaby Chiappe y Rebecca Frayn, a partir de una historia de Frayn. Está protagonizada por Keira Knightley, Gugu Mbatha-Raw, Jessie Buckley, Keeley Hawes, Phyllis Logan, Lesley Manville, Rhys Ifans y Greg Kinnear.
Fue estrenada en el Reino Unido el 13 de marzo de 2020 por el socio de distribución de Pathé, 20th Century Fox. Es la última película de Pathé UK que se estrenó bajo la marca de 20th Century Fox.

## Argumento
El concurso de Miss Mundo de 1970 tuvo lugar en Londres, conducido por el comediante estadounidense Bob Hope. En ese momento, Miss Mundo era el programa de televisión más visto del mundo con más de 100 millones de espectadores. Argumentando que los concursos de belleza cosifican a las mujeres, el recién formado movimiento de liberación de las mujeres alcanzó la fama de la noche a la mañana al invadir el escenario e interrumpir la transmisión en vivo del concurso. Cuando se reanudó el espectáculo, el resultado causó revuelo: la ganadora no fue la favorita sueca sino Miss Granada, la segunda mujer negra en ser coronada Miss Mundo después de Carole Crawford de Jamaica.

## Reparto
- Keira Knightley como Sally Alexander
- Gugu Mbatha-Raw como Jennifer Hosten, Miss Granada
- Jessie Buckley como Jo Robinson
- Keeley Hawes como Julia Morley
- Phyllis Logan como Evelyn Alexander
- Lesley Manville como Dolores Hope
- Rhys Ifans como Eric Morley
- Greg Kinnear como Bob Hope
- John Heffernan como Gareth Stedman Jones
- Suki Waterhouse como Sandra Wolsfeld, Miss Estados Unidos
- Ruby Bentall como Sarah
- Alexa Davies como Sue
- Lily Newmark como Jane
- Loreece Harrison como Pearl Jansen, Miss Sudáfrica
- Clara Rosager como Marjorie Johansson, Miss Suecia
- Emma Corrin como Jillian Jessup, Miss Sudáfrica
- Jo Herbert como Sheila Rowbotham
- Eileen O'Higgins como Joan Billings
- Luke Thompson como Peter Hain
- Miles Jupp como Clive
- Emma D'Arcy como Hazel
- Charlotte Spencer como Marjorie Jones
- John Sackville como Robin Day
- Collet Collins como Jennifer Wong, Miss Guyana
- Emily Tebbutt como Yvonne Ormes, Miss Reino Unido
- Misato Omori como Hisayo Nakamura, Miss Japón
- Monica Sarup como Heather Faville, Miss India
- Delly Allen como Georgina Rizk, Miss Líbano
- Taina Haines como Sônia Guerra, Miss Brasil
- Greta Maria com Irith Lavi, Miss Israel
- Karin Carlson como Rosemarie Resch, Miss Austria
- Chiara King como Ana Maria Lucas, Miss Portugal
- Tashi Bullman como Valli Kemp, Miss Australia
- Zoe Purdy como Tuanjai Amnakamart, Miss Tailandia
- Federica Mazzilli como Fátima Shecker, Miss República Dominicana
- Maya Kelly como Abigail Thaw
- Charlie Anson como Michael Aspel

## Producción
La película se anunció en octubre de 2018, con Keira Knightley, Gugu Mbatha-Raw y Jessie Buckley como protagonistas. Philippa Lowthorpe fue confirmada en la dirección. En noviembre de 2018 Lesley Manville, Greg Kinnear, Keeley Hawes, Rhys Ifans y Phyllis Logan se unieron al elenco de la película. En septiembre de 2018 Collet Collins se integró en el reparto, y en enero de 2019 se anunció la incorporación de Suki Waterhouse y Clara Rosager.

### Rodaje
La fotografía principal comenzó en noviembre de 2018. La filmación en el área de Crofton Park de Lewisham, en el sureste de Londres, ocurrió a principios de enero de 2019.

## Estreno
Se estrenó en el Reino Unido el 13 de marzo de 2020. Shout Studios distribuyó en los Estados Unidos. Debido a la pandemia de COVID-19, el estreno en cines de la película se interrumpió y la película se estrenó en video bajo demanda en el Reino Unido el 15 de abril.
Fue lanzada en DVD en el Reino Unido por Walt Disney Studios Home Entertainment el 7 de septiembre de 2020. A partir de 2021, Warner Bros. Home Entertainment reimprimió bajo licencia de Pathé.
La película se inspiró en una edición de la serie The Reunion de BBC Radio 4, emitida en septiembre de 2010.

## Recepción

### Taquilla
Recaudó 431 265 dólares estadounidenses en el Reino Unido y un total mundial de 1 200 701 dólares. 

### Críticas
En Rotten Tomatoes, la película tiene un índice de aprobación del 85 % según las reseñas de 95 críticos, con una calificación promedio de 6.7/10. El consenso de los críticos del sitio dice: «Misbehavior será familiar para los fanáticos del cine británico para sentirse bien, y también lo será la forma en que triunfa sobre la fórmula para contar una historia que complace a la multitud». En Metacritic, tiene una puntuación de 62, según las reseñas de 15 críticos, lo que indica «críticas generalmente favorables».